# Campeonato Europeo de Curling Femenino de 2023
El XLIX Campeonato Europeo de Curling Femenino se celebró en Aberdeen (Reino Unido) entre el 18 y el 25 de noviembre de 2023 bajo la organización de la Federación Mundial de Curling (WCF) y la Federación Escocesa de Curling.
Las competiciones se realizaron en el recinto Curl Aberdeen de la ciudad escocesa.

## Tabla de posiciones
| Pos | Equipo          | G | P | G–P |
| --- | --------------- | - | - | --- |
| 1   | Suiza           | 9 | 0 | –   |
| 2   | Italia          | 7 | 2 | –   |
| 3   | Suecia          | 6 | 3 | 1–0 |
| 4   | Noruega         | 6 | 3 | 0–1 |
| 5   | Escocia         | 5 | 4 | –   |
| 6   | Estonia         | 3 | 6 | 1–0 |
| 7   | Dinamarca       | 3 | 6 | 0–1 |
| 8   | Turquía         | 2 | 7 | 2–0 |
| 9   | República Checa | 2 | 7 | 1–1 |
| 10  | Alemania        | 2 | 7 | 0–2 |

## Cuadro final
|  | Semifinales | Semifinales |   |         | Final        | Final |  |
|  |             |             |   |         |              |       |  |
|  |             |             |   |         |              |       |  |
|  | Suiza       | 8           |   |         |              |       |  |
|  | Noruega     | 3           |   |         |              |       |  |
|  |             |             |   |         |              |       |  |
|  |             |             |   |         |              |       |  |
|  |             |             |   |         | Suiza        | 6     |  |
|  |             | Italia      | 5 |         |              |       |  |
|  |             |             |   |         |              |       |  |
|  |             |             |   |         |              |       |  |
|  |             |             |   |         | Tercer lugar |       |  |
|  |             |             |   |         |              |       |  |
|  | Italia      | 11          |   | Noruega | 10           |       |  |
|  | Suecia      | 2           |   |         | Suecia       | 3     |  |

## Medallistas
| Evento | Oro                                                                                          | Plata | Bronce |
| ------ | -------------------------------------------------------------------------------------------- | --- | --- |
| Equipo | Suiza · Alina Pätz · Silvana Tirinzoni · Selina Witschonke · Carole Howald · Stefanie Berset | Italia · Stefania Constantini · Elena Mathis · Angela Romei · Giulia Zardini Lacedelli · Marta Lo Deserto | Noruega · Kristin Skaslien · Marianne Rørvik · Mille Haslev Nordbye · Martine Rønning · Ingeborg Forbregd |